# 亚铬酸钴
亚铬酸钴是一种无机化合物，化学式为CoCr2O4。

## 制备
将硝酸铬和硝酸钴溶解后混合，用氨水调节溶液pH为9.3，洗涤、过滤、焙烧，得到亚铬酸钴。重铬酸钴的高温热分解也能得到亚铬酸钴。